# 正当防卫3
《正当防卫3》是Avalanche工作室开发的具有开放世界性质的动作冒险游戏，由史克威尔艾尼克斯发行，最早宣布于2014年11月11日。这是《正當防衛系列》第三部作品，剧情上紧跟2010年发售的《正当防卫2》。2015年12月1日，《正当防卫3》在Windows、PS4、Xbox One平台上正式发售。
在前作的六年后,正当防卫3将主角Rico Rodriguez设定回了Rico的出生地——美迪西，这是一个虚构的地中海上的共和国，由Sebastiano Di Ravello将军实行独裁统治。游戏以第三人称视角进行，允许玩家对美迪西全岛进行完全开放式的探索。
《正当防卫3》受到了普遍好评，評論家们表扬了开放性的游戏模式、游戏中的破坏效果、玩家在游戏中的高自由度。然而游戏在叙事方面也被批评为“陈词滥调”、“平淡无奇”。同时，游戏本身，尤其是主机版本的游戏中还存在着一些性能表现上的问题。 

## 游戏性
《正当防卫3》是一款第三人称视角、开放世界性质的动作冒险游戏,故事发生在一个虚构的地中海岛国——美迪西，主角仍旧是里科·罗德里格斯。地图大小类似于《正当防卫2》当中的地图大小，大致是400平方英里(1000平方公里)，并采用全新的设定。然而,游戏在地形表现上进一步的提高了垂直高度，从而使玩家可以更真实有效地探索地下洞穴，攀爬建筑物。游戏的世界由五个主要生物群系构成,这五个地区各有独特的地标性建筑和风景特色。
玩家们被给予了各式各样的装备来游历整款游戏。《正当防卫2》当中的标志性工具——抓钩和降落伞在机械性能上得到了进一步改善。专注于混乱而夸张的物理表现力也依然得以保留。一个崭新的飞鼠装系统被永久绑定在玩家身上,这将允许角色进行低空高速滑翔，玩家们在游览世界时速度得到了很大提升。在游戏里，玩家滑翔至地面前可利用爪钩将自己再一次的弹回空中。玩家无论是在剧情任务还是自由探索当中都能随时切换飞鼠装和降落伞。除了这些设备，游戏还提供了多种武器，比如火箭筒、霰弹枪。同时还有大量的载具，喷气式战斗机、直升机、船、轿车。这些载具可以由玩家自由定制，甚至是被用作武器。
其他一些游戏机制上的改革和更新。例如，Rico现在有能力用爪钩把多个物体拴在一起。通过完成游戏中内置的挑战任务，还可以解锁各种性能模组来加强装备。跳伞过程更加平稳，允许玩家在空中射击敌人。玩家利用爪钩能抓住任何游戏物体表面，包括那些不能操作的NPC角色。游戏取消了货币系统，这意味着玩家在有信标的情况下能随时随地的进行补给空投。然而,这也增加了难度，例如玩家选择驾驶一辆坦克，敌人AI就会匹配其杀伤力后采用能粉碎坦克的武器。另一个新特性是给予角色无限C4。C4可以游戏世界中任意安置，但同一时间内只允许放三个（若安装了模组后可提升至五个）。不同于前作需要玩家购买C4，《正当防卫3》里初始了本款武器来使玩家能够制造更高的“混乱度”。正当防卫2里玩家仅能够站在轿车顶端中央位置，《正当防卫3》中取消了这个限制。玩家需要解放不同地区的城镇和军方设施，解放成功后这些地图点可以进行快速旅行。
在正当防卫3里，创造性和毁坏性被大大强调。例如，游戏中很多东西，包括桥梁和雕塑，是可以用不同的方式来摧毁的。游戏新提出了“革命军空投”的概念，玩家能够暂停游戏通过此空投对武器、载具进行更换。这些待更换的物品会由友军飞机扔到地上供玩家使用。游戏还包括挑战模式，类似于游戏中的小游戏，如飞鼠装分数挑战和疯狂破坏模式。想要解锁新的挑战小游戏，需要先解放该地区的城镇和军事设施。
尽管在《正当防卫2》中，多人模式模组受到玩家的一致好评。在《正当防卫3》中，只启动了非实时多人模式。玩家期待的在线合作或竞争模式由挑战分数排行榜取代。Avalanche希望体现玩家们游戏过程中投入的精力、时间、资源和创意。

## 情节
在《正当防卫2》剧情结束6年后，佣兵Rico回到了他的家乡，美迪西，一个虚构的地中海共和国。该国在Sebastiano Di Ravello将军的军事独裁下日渐败落。为了恢复同胞们的自由，Rico与自己的旧友Mario Frigo领导的革命军进行了联手，试图推翻Sebastiano Di Ravello将军的统治。
在帮助马里奥的部队脱离了政府军发动围剿行动后，Rico又遇到了自己另一位老友，Dimah al-Masri。在她的帮助下,革命军夺回了美迪西前首都Manaea并摧毁了被看作是Ravello权力象征的Vis Electra发电厂。这导致大批政府军被派往波尔图海岸，攻占沿岸城镇来报复革命军。Dimah和她的团队随后告知Rico，Ravello正在开采Bavarium矿，该矿产价值连城，且仅在美迪西地区有矿藏。有了这笔财富，Ravello可以建造世界上最强大的军工厂。
在一次获取Dimah的扫描器任务中，Rico发现他的前上司兼战友，Tom Sheldon也在和革命军合作。但是Rico并不相信Sheldon是真心与革命军合作，其中的一個原因是Rico使用Bavarium掃描儀進行掃描，掃描儀卻突然故障，隨後Mario告知Rico要前去營救Zeno，一位试图叛逃的Bavarium研究员。隨後，革命軍發動了全島戰爭，革命軍勝利後，Dimah隨即得知Ravello將對革命軍的中心地區使用导弹攻擊，Dimah使用Zeno給的密碼以阻止導彈的發射，然而由於密碼錯誤而失敗。最后关头，Rico爬上了导弹，手动停止了导弹的轨道使其坠落大海。革命军保住了胜利的果实，Mario和Rico甚至从Ravello的庄园中偷走了他珍藏的葡萄酒。
几个月后，政府趁Mario和Dimah出海时派遣了一个小型舰队来杀死他们。营救成功後，Dimah要求Rico前往線人處要求支援，然而線人們卻都遭到了政府軍的襲擊，最終Rico找到了倖存的線人：一对南非走私者，Annika和Teo，他们也在和Ravello作战。隨後政府軍立刻派遣部隊前往殲滅，然而皆被Rico擊退，但Mario卻在战斗過程中身受重伤，Rico隨即帶著Mario前往革命軍的一個海灣基地休養。Annika提出可以帮Mario輸血，但代价是要让Rico去偷取Ravello的杀手锏——一种装配了Bavarium保护盾的坦克。除了偷取坦克，Rico也帮助了走私者们毁掉Ravello的Bavarium精炼厂和矿山，测试了实验性EMP设备来瓦解敌方武器。然而，反对派在战场上接连失利，让Rico觉得革命军内部有间谍。为了彻底消灭革命势力，Ravello对革命軍的海灣基地进行了一次全方位进攻。Rico联合革命军击退了政府军的进攻，使得Ravello政权对美迪西的控制仅剩下一个省。
Rosa Manuela是一位美迪西政治家，也是Ravello的老对手，在此时回到了美迪西来反抗Ravello政权。同时，Rico发现了Zeno就是间谍，於是把Zeno囚禁起來。在走私者的帮助下，Rico摧毁了一辆运载着Bavarium原矿的火车，并释放了被强迫替Ravello劳动的囚犯们。 与Sheldon和Dimah一起，Rico还组织了Ravello通过空运方式来销售Bavarium炸弹。 隨後Ravello下令政府軍對革命軍的補給站進行攻擊，但在Rico的防禦下失敗。不過Rico卻發現自己中了調虎離山之計，Zeno駕駛著直升機逃離，Rico追上了Zeno並摧毀了直升機，使Zeno葬生火海。
隨後革命军决定对Ravello的中央基地发动总进攻，一举消灭政府军。 Dimah打算以導彈摧毀中央基地，卻無法進行鎖定，於是Dimah決定手動摧毀，Rico試圖說服Dimah離開，但Dimah以清除有关 Bavarium矿的所有信息為由，強行讓Rico離開。隨後，Dimah手動發射導彈，將中央基地連同自己一同摧毀。
随着政府军的溃败，Ravello开着自己的直升机和Rico在一座活火山上短兵相见。在摧毁直升机后，玩家可以选择是否将Ravello射杀。 如果等待时间过长，Ravello将会跳进火山岩中自尽。 Rosa 随后担任了新美迪西共和国的总统。

## 开发过程
2012年正当防卫3开始了开发进程, 由Avalanche在纽约的卫星工作室进行主力开发。该工作室大致有75名成员，与此同时，Avalanche本部则在全力开发2013年对外宣布的疯狂的麦克斯游戏版。 游戏在操作性方面进行了一次大改， 而几位原Criterion Games工作室的人员也加入了游戏开发（曾开发竞速游戏《横冲直撞》）。 游戏内的非即时在线模式的灵感来源于《极品飞车》系列和《极限竞速2》。“疯狂破坏挑战”则是致敬了《红色派系》系列。 由于受到了正当防卫2模组社区玩家的影响，三代游戏内部载具和武器升级系统被命名为“模组”。
在设计过程中，开发商对地中海地区进行了大量拍摄，还派遣了专门团队对该地区进行实地考察，试图更好的体现该地区风貌。游戏内实景具体参考了摩纳哥的风景特色和南地中海地区。Avalanche工作室认为该地区风貌是其他开发商未曾利用过的。为了体现独裁政权的高压政策，开发商确立了一个由“军绿、红色、黄色”为主的宣传色。 游戏世界的大小与《正当防卫2》大致相当，但Avalanche承诺游戏的细节较上一部作品会有很大提升。  环境破坏力上工作室则下足了功夫，因为他们认为这将是给玩家带来最震撼体验的重点元素。游戏开发商还认为，随着技术的提升，他们将在爆炸的破坏力上做出更好的表现。
在一次采访中，Avalanche工作室的总裁Christofer Sundberg声明，三代将保留二代当中的幽默搞笑元素，这意味着三代游戏的基调也不会很严肃。 他将其形容为“十分之七是无厘头，剩下的是正经事儿”。 游戏的战役剧情揭露了系列主角Rico Rodriguez的背景故事，他的形象也显得更加的平易近人（设定上不同于前两代中的制服，三代里穿着牛仔服等休闲装）。他的装备也更加的真实。 游戏的艺术指导解释说，开发商想在Rico身上体现出一种介于《007》中詹姆士·邦德和《极限特工》中范·迪塞尔的感觉。
2013年2月27日Avalanche工作室的CEO最早调侃了本作。 2014年8月，Avalanche工作室对外宣布2015将会是团队成立以来 最辉煌的一年，将有多个惊喜出现。 游戏曾出现了网络游戏免费模式和微收費的谣言。 然而开发商随后便否认了这些谣言并承诺游戏是全额付费模式。游戏官方对外宣传则是2014年的11月11日。 第一次游戏实体演示则是在E3 2015的史克威尔艾尼克斯展区展示。

## 发行
该游戏在 2015年12月1日于Windows、PS4、Xbox One平台上正式发售。发行商是史克威尔艾尼克斯 2015年3月12日宣布了玩家收藏版计划. 人们可对版本内产品进行投票。 投票结果显示于2015年7月9日，收藏版中包含了一个爪钩，武装载具内容，一张美迪西的地图以及一份艺术设定集。 在2015年的Gamescom上，史克威尔艾尼克斯宣布在Xbox One平台上购买了本作的玩家可以获得一份向下兼容的Xbox 360版本的正当防卫2。 主机平台的玩家们若购买了首发版本，可以参与一场由Avalanche工作室和史克威尔艾尼克斯举行的比赛，方式是让玩家获得排行榜上最高的“混乱点数”。优胜者将在现实生活中得到一座小岛，或者是50000美金。
游戏的扩展包内容“天空、陆地和海洋”季票包含了新的剧情任务，并添加了新武器、载具和敌人。 第一个扩展包内容，命名为“Sky Fortress”， 提供了一个全新的喷气式滑翔翼以及全新的空中地区。单独包在2016年3月15日发售，玩家若购入的是季票则会提前至2016年3月7日解锁。 第二个扩展包“Mech Land Assault”包含了一个装备了重力枪的机械载具，一个被称为Lacrima的新地区，以及全新的敌人。该DLC在2016年6月11日发售（季票解锁于2016年6月3日）。 最后一部DLC“Bavarium Sea Heist”发售于2016年8月18日（季票解锁于2016年8月11日），添加了一把叫“Loochador”的激光枪，一艘装备了导弹发射器和速射机枪的游艇，一个名为“Stingray”的新地区，以及一个Eden公司拥有的实验室。
《正当防卫2》当中出现的一个多人模式的模组在本作中也进行了相应开发。 2016年7月，Avalanche聘请了该模组的制作人Cameron Foote一同与工作室合作。 这也导致了三代中的多人模式模组取消了开发，而二代模组将会继续提供维护。 另一个叫做 Nanos GbR的开发团队（曾开发《GTA4》和《黑手党2》的多人模式模组） 宣布将对《正当防卫3》提供类似的多人模式。 Nanos团队的模组目前提供了两个公测版本供玩家测试。

## 评价
《正当防卫3》在Metacritic网站上受到了褒贬不一的评价。 评论表扬了该作的开放世界的构造, 物理破坏力的表现程度，以及玩家享有的高自由度。  与此同时，大众也批评了该作在性能优化上的问题和平淡无奇的剧情。